# Réserve faunique des Chic-Chocs
La réserve faunique des Chic-Chocs est une réserve faunique du Québec située dans la région de la Gaspésie–Îles-de-la-Madeleine, à l'est du parc national de la Gaspésie.

## Localisation
La réserve faunique des Chic-Chocs est une réserve faunique du Québec située dans la région de la Gaspésie–Îles-de-la-Madeleine sur l’épine dorsale de la chaîne appalachienne des Chic-Chocs, spécifiquement dans la municipalité régionale du comté de la Haute-Gaspésie. Le parc national de la Gaspésie borde la réserve à l'ouest et le territoire libre borde la réserve à l'est où une partie de la réserve est à l’intérieur du parc. Cette situation géographique, à la périphérie d'un territoire protégé où seulement le parc de la Gaspésie n'est pas assujetti à l'exploitation des ressources naturelles (ex: la forêt et la faune) est cataloguée une des principales régions touristiques du Québec. Pour s'y rendre, il faut emprunter la route 299 à partir de Mont-Saint-Pierre et de Sainte-Anne-des-Monts. Une autre option est de prendre la route 198 via L’Anse-Pleureuse.

## Description
La réserve faunique des Chic-Chocs fait partie du réseau de réserves fauniques du Québec qui couvre un territoire de 67 000 km2. Cette réserve a été créée en 1949 en devenant la septième réserve plus ancienne de la province. Elle s’étend sur une superficie de 1 129,71 km2 qui est divisée en deux territoires distincts de 82,42 et de 1 047,29 km2, respectivement,. Elle est gérée par la Société des établissements de plein air du Québec (Sépaq). La création de cette réserve avait pour but d’aménager une zone tampon au parc de la Gaspésie, tout en préservant un territoire exceptionnel pour la faune et en permettant une meilleure utilisation du territoire. Autrement dit, la préservation des habitats fauniques et des paysages naturels dans une perspective de gestion intégrée des ressources. 

### Climat
Entre les années 1981 à 2010, la station climatique de Sainte-Anne-Des-Monts, située à 54,8 km de la réserve, a reporté une température maximale quotidienne de 20,7 °C dans le mois de juillet. La température minimale quotidienne la plus basse a été reportée dans le mois de février (-15,8 °C). Dans cette période d'années, le mois avec la valeur la plus haute de précipitations a été celui du mois de juillet (92,2 mm). D'un autre côté, les précipitations de neige varient de 3,7 à 5,0 m par année et l'accumulation peut atteindre 1,0 à 1,6 m dans la partie sud et le double dans le nord. 

### Topographie et hydrologie

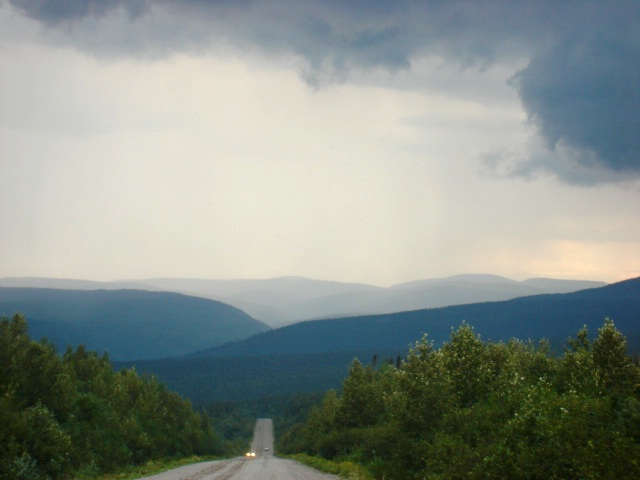
Monts Chics-Chocs, Gaspésie, Québec.

Le territoire est caractérisé par la chaîne montagneuse Chic-Chocs et McGerrigle. Dans ce massif, d’environ 1 270 mètres d’altitude, se trouvent le mont Jacques-Cartier qui est le deuxième plus haut sommet du Québec et les monts Hog’s Back (807 m), Brown (855 m), Vallières-de-Saint-Réal (914 mASL) et Blanche-Lamontagne (930 m) d'altitude. Les différents gradients altitudinaux, en plus de créer divers microclimats qui favorisent une diversité d'espèces exceptionnelle, forment les bassins hydrographiques les plus importants du territoire (les rivières Madeleine, Mont-Louis, Sainte-Anne, Mont-St-Pierre, Marsoui, petite Cascapédia et rivières Bonaventure). Ces bassins sont très ramifiés en vertu des ruisseaux qui dessinent plus de 1 388 km linéaires. Cette richesse en ressource hydrique est aussi composée par 42 lacs, ce qui représente 1 % de l'étendue de la réserve (environ 9,91 km2).   En matière de biodiversité, ces formations modèlent des paysages caractérisés par des toundras sur la cime des monts élevés avec une végétation qui constitue l’habitat d’un troupeau de caribous de bois, derniers représentants de cette espèce au sud du fleuve Saint-Laurent. La réserve faunique des Chic-Chocs fait partie des domaines écologiques de la sapinière à bouleau blanc et de la sapinière à épinette noire.      

### Couvert forestier
Dans la réserve faunique de Chic-Chocs, on distingue trois domaines bioclimatiques, dont deux se trouvent dans le nord de la réserve et la toundra sur les plus hauts sommets,. Un domaine bioclimatique est un territoire caractérisé par la nature de la végétation où l'équilibre entre celle-ci et le climat est le principal critère de distinction des domaines.

#### Sapinière à épinette noire
La Sapinière à épinette noire est un couvert forestier caractérisé par de vieux peuplements résineux (sapinière), où la croissance en hauteur des conifères est limitée par les conditions climatiques rigoureuses qui influencent la chaîne montagneuse Chic-Chocs. Les arbres ont une taille réduite (moins de 12m ) et des signes de dommagest qui sont caractérisés par la position des branches d’un seul côté, par un fouillage et un tronc sinueux et de multiples têtes, dont plusieurs morts.

#### Sapinière à bouleau blanc
Au nord-est, la sapinière à bouleau blanc forme un paysage forestier, caractérisé par les peuplements de sapins et d'épinettes blanches, mélangés à des bouleaux blancs sur les sites mésiques. La dynamique forestière de ce domaine est encouragée par la tordeuse des bourgeons de l'épinette, car le sapin baumier y abonde.

#### Toundra des hauts sommets
La toundra, qui s'étend sur les plus hauts sommets, dessine un paysage identifié par une mosaïque de landes arbustives et entrecoupées de forêts. Ce paysage est engendré par le climat nordique et des feux, marqués par le pergélisol discontinu de la zone. Les peuplements d’épinettes noires, d'environ trois mètres de hauteur, se trouvent à la limite nord de ce domaine.

## Biodiversité
La réserve a une grande variété des espèces d’oiseaux. La Gélinotte huppée (Bonasa umbellus) est une espèce importante, car elle est la cible de plusieurs chasseurs. Il faut souligner qu’il existe plusieurs espèces d’oiseaux chanteurs et migrateurs qui aussi appellent l’attention du public. En ce qui concerne la faune terrestre, les espèces qui sont d’importance pour les chasseurs sont l’orignal, l’ours noir, le porc-épic (Erethizon dorsata) , le lièvre d'Amérique (Lepus americanus). Les espèces aquatiques qui prédominent dans les cours de la réserve sont l’Omble de fontaine (truite mouchetée) et la Touladi (truite grise). Ci-dessous se trouve la description de la situation des espèces plus importantes en matière de la chasse dans la réserve. 

### Faune aquatique

#### Omble de fontaine (truite mouchetée)

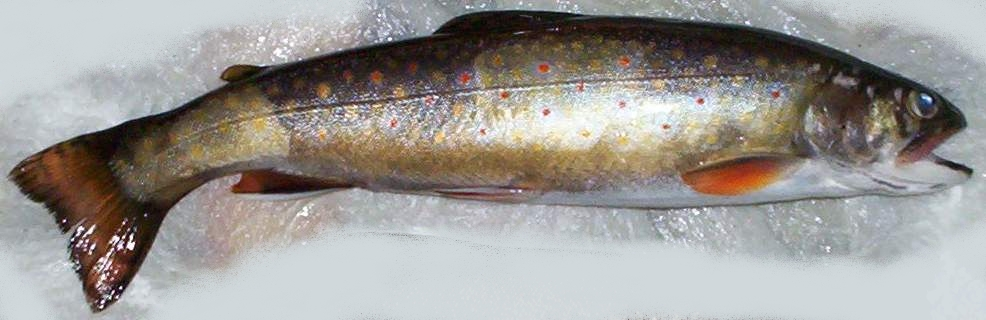
Truite mouchetee (Salvelinus fontinalis).

L’Omble de fontaine (Salvelinus fontinalis), plus connu comme truite mouchetée au Québec, habite dans l’ensemble des lacs de la réserve, car ces réseaux d'eau se caractérisent pour être clairs et frais (13 à 18 °C). Même si dans le Sud du Québec cette espèce a disparu dans plusieurs cours d’eau, son abondance dans la réserve a permis que cette truite soit la cible des personnes passionnées par la pêche sportive. Les statistiques de la saison de pêche de l’année 2015, par exemple, affichent un total d'environ 7 551 captures. Ces chiffres prouvent que la pêche est un des moteurs de l’économie dans la région et ces types d'activités touristiques sont indispensables pour acquérir les revenus nécessaires pour soutenir les activités du réseau de la société des établissements de plein air du Québec (SEPAQ). Dans ce sens, l’université du Québec a fait une étude des impacts de la récolte forestière sur la physicochimie et le régime hydrologique des lacs alcalins de la réserve, car ces activités forestières pourraient hausser le ph des cours d’eau à l’échelle de bassin versant. Celle-ci en produisant des effets pervers sur l’abondance de ces espèces et elle serait néfaste sur le plan économique. Le résultat de cette étude a démontré qu’aucun changement significatif des paramètres physico-chimiques n'a été enregistré dans les eaux des lacs traités. Cependant, dans le but d’éviter ce phénomène à l’avenir, le plan d’aménagement et gestion intégrée de la réserve inclut la caractérisation des habitats aquatiques et un volet sur l’harmonisation d’exploitation de la faune avec l'exploitation forestière. 

#### Touladi (truite grise)
La truite grise (Salvelinus namaycush) habite dans les eaux froides (10 °C), claires et bien oxygénées des lacs de la réserve, notamment, dans les lacs peu profonds et rivières, occasionnellement en eaux saumâtres. Cette espèce se nourrit de poisson soit le cisco, grand corégone, éperlan, meuniers et chabots, mais dans certains cours d’eau le plancton, les crustacés et les insectes sont sa source d’aliments en affectant la vitesse de sa croissance. Les statistiques de l’année 2015 montrent que cette espèce ne se trouve que dans le Sainte-Anne de la réserve et ça fait que son abondance soit mineur. Les chiffres reportent la capture de seulement 44 individus pendant la saison de pêche de l’année 2015. 

### Faune terrestre

#### Orignal

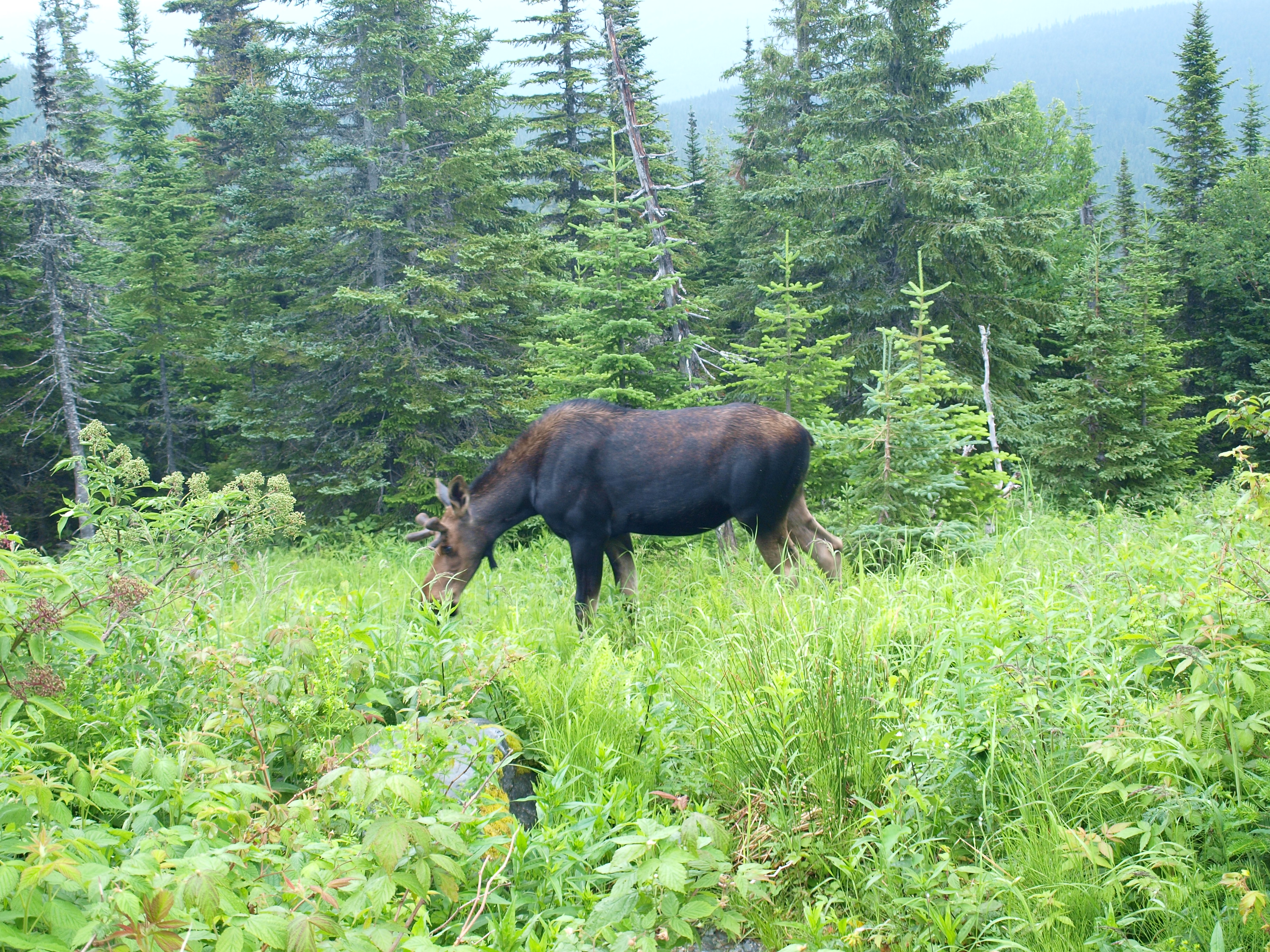
Orignal femelle sur le Mont Ernest-Laforce.

Les écosystèmes forestiers de la réserve sont l’habitat de l’espèce orignal. L’état de conservation de cette espèce est « Préoccupation mineure (LC) », selon la classification de l’Union internationale pour la conservation de la nature (UICN), raison pour laquelle la chasse de cette espèce est encore permise dans la province. En 2010, la direction de l’expertise (Énergie, Faune, Forêts) de la Gaspésie-Îles-de-la-Madeleine du ministère de ressources naturelles et de la faune (MRNF) a fait l’inventaire aérien de cette espèce dans la réserve. Celui-ci a été fait dans le but de connaitre la densité d’orignaux sur le territoire et d’estimer la productivité de cette population à l’hiver. Les résultats de cet inventaire estiment que dans la réserve il y a une population de 1 236 bêtes, c’est-à-dire une population équivalant à la population estimée (1 258) dans l’inventaire fait en hiver 2002. En matière de densité, il y a 11,1 orignaux pour 10 km2.
En ce qui concerne la récolte d’orignaux, cet inventaire reporte une augmentation de 274 % de la pression de groupes de chasseurs dans la période 2002 et 2009. La composition de la population est aussi un facteur important dans la gestion durable de la réserve. En 2009, la récolte d’orignaux a inclus 129 mâles adultes, 96 femelles adultes et huit faons. D’après les experts, ces chiffres suggèrent une faible productivité associée à la capacité de support du milieu et à un taux de mortalité naturelle élevé. Ce constat a amené les gestionnaires à prendre deux mesures. La première est celle de la réduction du nombre de femelles permis pour la récolte. La deuxième est la mise en œuvre de travaux de recherche sur la productivité de l’habitat en relation à la densité d’orignaux sur le territoire de la réserve faunique pour définir à moyen terme la capacité de support du milieu et d’orienter les objectifs de gestion de cette population d’orignaux. La réduction de chasse de femelles a été une des premières mesures. En fait, les statistiques de chasse de cette espèce, dans la saison de l’année 2015, montrent que le rapport des individus femelles sur les mâles est inférieur à l’année 2009. Il faut souligner que ces statistiques sont reportées selon le type de plan de chasse (Américain ou Européen). Pour le premier plan, sept mâles et deux femelles ont été abattus, tandis que pour le deuxième 120 mâles, 55 femelles et 11 veaux ont été.
D’un autre côté, une gamme de stratégies d'aménagement des habitats fauniques sont mises en place depuis l’année 2004. Cela en vue de contribuer positivement à l’augmentation du cheptel d’orignaux à partir des expériences du passé qui ont atteint cet objectif. Pour l’aménagement des habitats de l’original des activités comme la coupe forestière est nécessaire, mais en garantissant un équilibre entre les superficies traitées et la forêt résiduelle. En général, la faune a besoin d’une variété d'habitats formés par les différentes strates de la forêt pendant toutes les saisons de l’année et ces types d’activités encouragent la formation de ces couverts forestiers. 

#### Ours noir

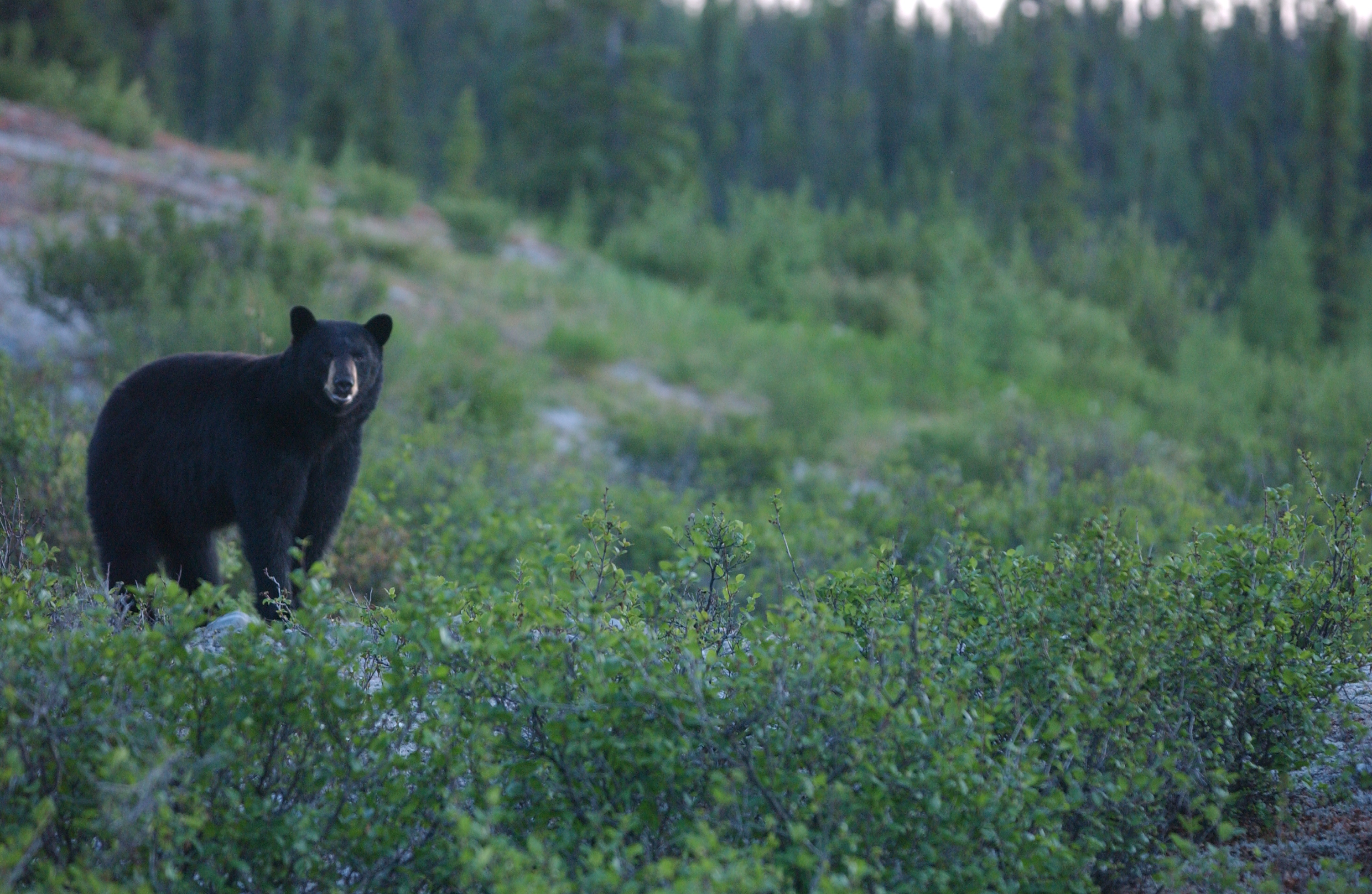
Ours noir (Ursus americanus).

Les divers sous-domaines écologiques de la réserve sont aussi l’habitat de l’Ours noir (Ursus americanus), ainsi que du caribou. Entre les années 1970 et 1980, l’ours n’était pas considéré comme une menace directe des populations de caribous. Cependant, des activités anthropiques telles que ceux de l’activité minière, la coupe forestière et les incendies ont fragmenté les habitats en faisant l’ours noir le principal prédateur du caribou. Ce constat est un des principaux facteurs du déclin de la population dans la réserve, raison pour laquelle à partir de l’année 1992, la chasse à l’ours noir a été instaurée dans les territoires adjacents au parc national de la Gaspésie, ainsi qu’un plan d’aménagement forestier pour protéger les habitats en périphérie du parc. Il est important de souligner que l’état de conservation de cette espèce selon l'Union internationale pour la conservation de la nature est « Préoccupation mineure (LC) ». Cependant, pour éviter la surexploitation de cette espèce, il existe une limite de la quantité permise d’ours par chasseur. Par exemple, il sera possible de chasser deux ours par chasseur pendant la saison d’hiver de l’année 2017.  

#### Caribou

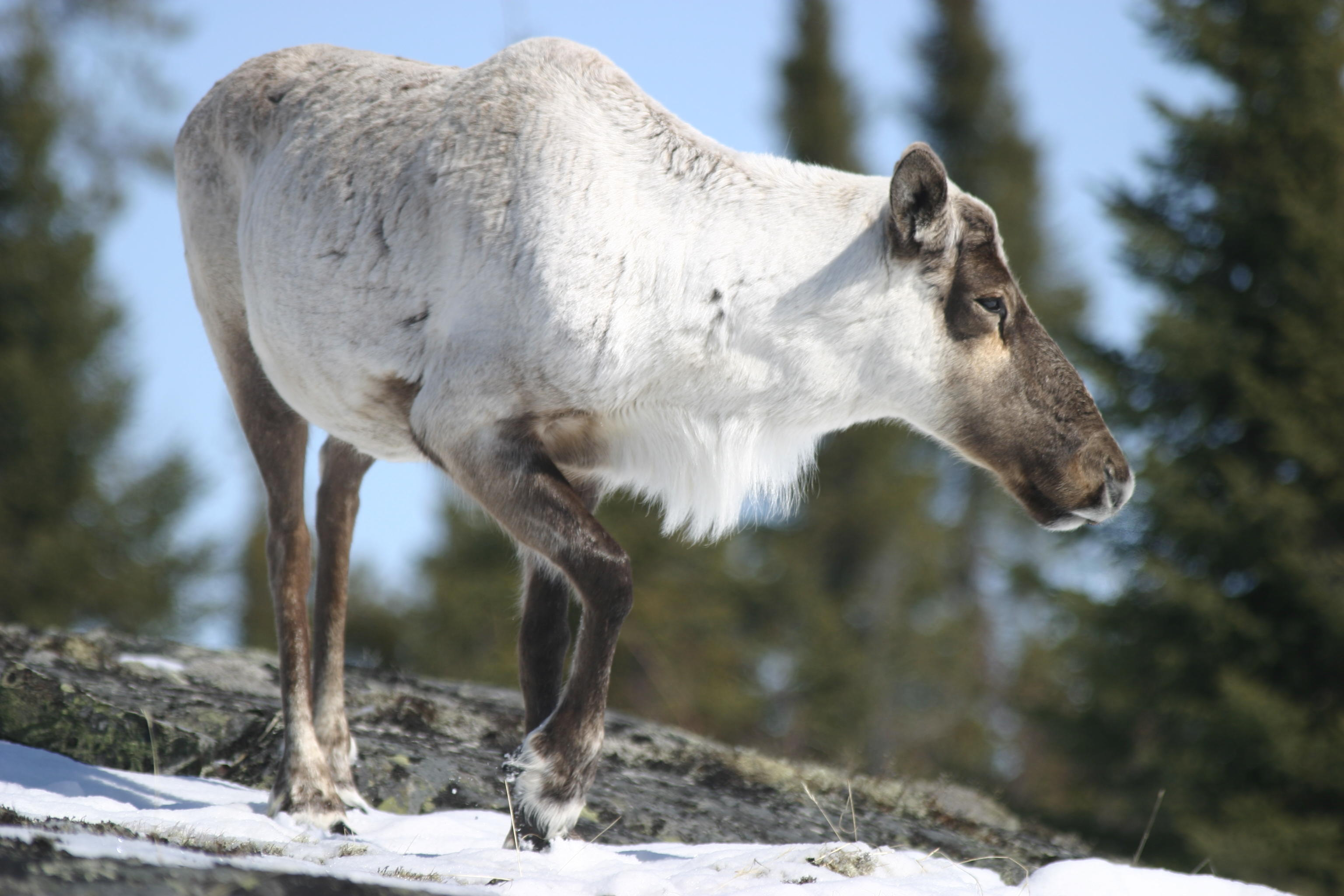
Caribou (Rangifer tarandus) dans le nord du Québec.

Selon l’UICN, l’état de conservation du caribou du bois (Rangifer tarandus) est « Vulnérable (VU) », cependant, le Comité sur la situation des espèces en péril au Canada (COSEPAC) a désigné cette espèce « espèce menacée ». Ce caribou a besoin des larges extensions continues des aires boisées. Ces aires boisées doivent comprendre diverses strates soit les forêts de conifères matures, des lichens, de muskegs et des tourbiers. La topographie est aussi déterminante pour la survie de cette espèce, des secteurs de hautes terres ou des collines sont aussi nécessaires. La dynamique économique de la région a encouragé la construction de nouvelles routes, ce qui a augmenté le déboisement et la fragmentation des écosystèmes. Cette destruction des écosystèmes a fait que cette espèce soit proie facile de prédateurs comme l’ours noir (Ursus americanus), le lynx ( Lynx canadensis) et le coyote (Canis latrans). À l’année 2004, le caribou de la Gaspésie occupait environ 802 km2 dans le parc national de la Gaspésie et 290 km2en périphérie, grande partie dans la réserve faunique des Chic-Chocs. Dans le but de réduire la vulnérabilité des caribous à la prédation, le ministère de forêt de l’année 1992 a promu une série de mesures entre lesquelles se trouvent :  
- reprise du contrôle des prédateurs dans le secteur du mont Albert et des monts Mc Gerrigle ;
- le prélèvement de coyotes par le personnel de la Société de la faune et des parcs du Québec ;
- la chasse à l’ours noir dans les territoires voisins du parc national de la Gaspésie, notamment, dans la réserve faunique de Chic-Chocs.

## Zones à Haute Valeur de Conservation (ZHV)
D’après le Forest Stewardship Council (FSC) le concept des Hautes Valeurs de Conservation est considéré comme un outil pour « identifier et gérer des valeurs sociales et environnementales présentes dans les paysages ». Ces valeurs sont des indicateurs à observer dans la certification de la gestion durable des forêts. Le FSC identifie six hautes valeurs de conservation, soit la diversité des espèces (HVC1), les écosystèmes et mosaïques à l’échelle du paysage (HVC 2),  les écosystèmes et habitats (HVC 3),  services écosystémiques (HVC4),  besoin des communautés (HVC 5), Valeurs culturelles Sites (HVC 6).
Dans ce sens, la SÉPAQ et la fondation de la faune du Québec avec le support du ministère du Développement durable, de l'Environnement et de la Lutte contre les changements climatiques (MDDELCC) a développé un projet d’intégration des enjeux écologiques, fauniques et récréatifs. Ce travail a eu comme principal résultat l’identification de ZHV pour la réserve et surtout l’identification des enjeux de conservation et la mise en valeur de la vocation touristique du territoire (Voir la carte).
Les ZHV dans la réserve sont  la vallée Saint-Réal, le mont Saint-Pierre et le mont Sainte-Anne, car ils ont les HVC numéro II et III.  Notamment, ces endroits sont l’habitat du caribou, espèce menacée, et des autres espèces, il y a des extensions de vieilles forêts, et la valeur culturelle donnée par la vocation récréative de la zone.

## Tourisme et activités de loisirs
La région de la Gaspésie est une région de vocation touristique en raison de la variété des paysages et des écosystèmes qui hébergent une variété de faunes aquatique et terrestre. Cette biodiversité appelle l’attention de la population qui pratique  la chasse, la pêche et des activités de loisir suivantes :

### Ski
Le mont Blanche-Lamontagne, situé dans le territoire de la réserve, est un lieu propice à la pratique du ski nordique. La géomorphologie de cette montagne est caractérisée par un parcours en boucle de 16 km et un dénivelé de 650 m.

### Raquette

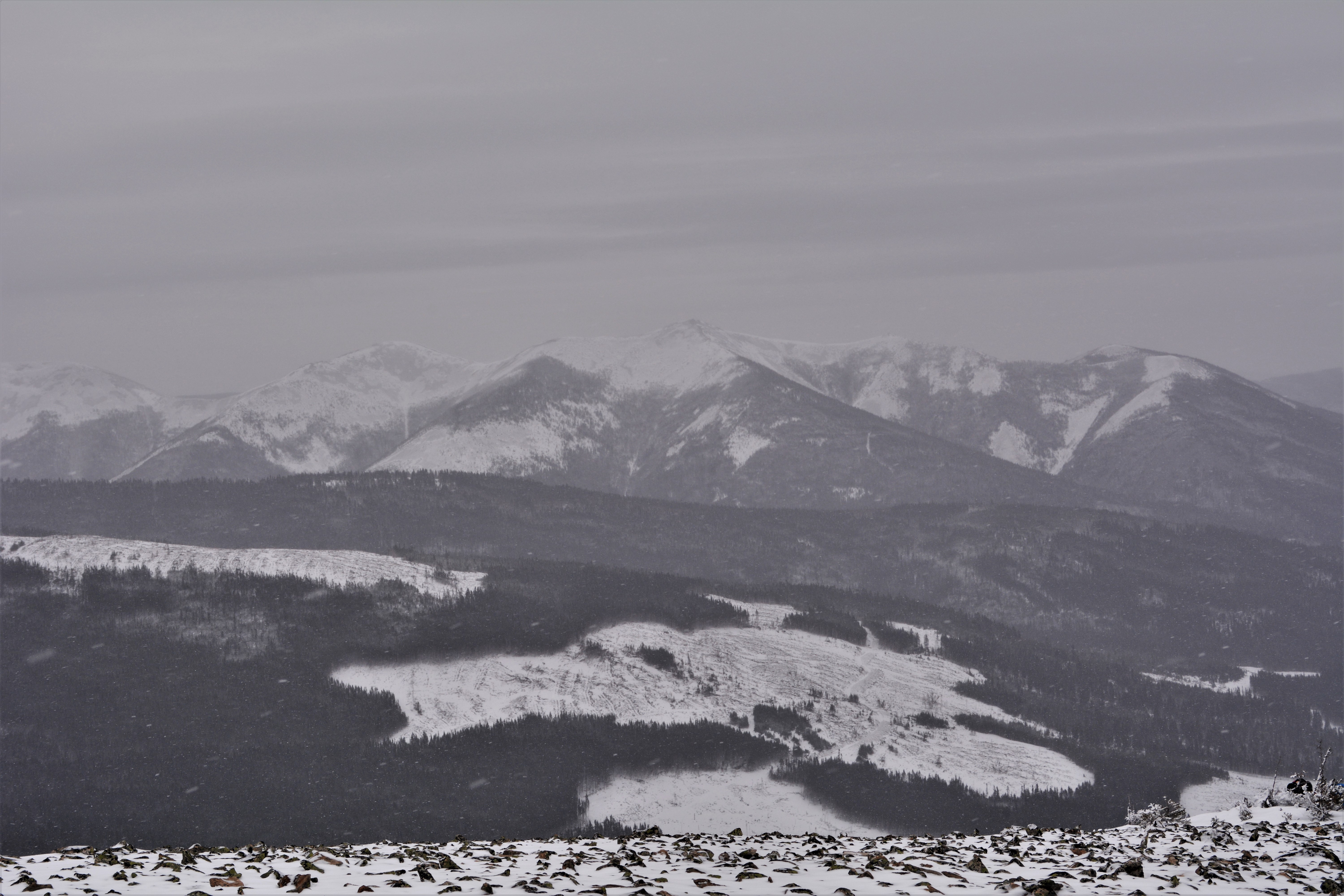
Vue à partir du sentier du mont Hog's Back en hiver

Les montagnes de la réserve présentent des paysages et des sentiers adaptés pour la randonnée à raquettes. Les amateurs, ainsi que les professionnels dans cette activité peuvent profiter de la réserve, car il y a plusieurs sentiers de niveau intermédiaire et difficile qui amènent les sportifs jusqu'au sommet du mont Hog's Back et du Champ-de-Mars.

### Chasse
La chasse dans la réserve faunique de Chic-Chocs est une activité très pratiquée en vertu de la variété des espèces qui peuvent être ciblées par les chasseurs dans cette portion du territoire. En général, une personne intéressée à chasser doit obtenir une réservation et procurer un droit d’accès qui pourrait être demandé par le personnel responsable de la protection de la faune ou par un gardien du territoire. Le chasseur doit respecter les dates, heure et endroit mentionnés dans l’autorisation et à la fin de la période de chasse, il doit indiquer ses captures.
La chasse au petit gibier, ou le colletage du lièvre dans cette réserve, peut se faire sans nécessairement être hébergé dans un chalet. Il faut souligner qu’un enfant de moins de 18 ans doit être accompagné par ses parents. Dans la réserve de Chic-Chocs, la chasse au petit gibier avec hébergement est aussi une option. Cette option donne aux visiteurs la chance d’utiliser un VTT sur les sentiers spécialement identifiés, ainsi que de cibler les oiseaux migrateurs. La période de chasse est d’une durée de dix jours entre la fin d’octobre et début de novembre. 
Comme il a été mentionné précédemment, la chasse à l’original et à l’ours noir est aussi permise. Pour la chasse de chaque espèce, il faut avoir des droits de chasse différents. Dans le cas de l’orignal, ces droits sont donnés par tirage au sort. La chasse de l’orignal est une activité très pratiquée dans la réserve, car la densité de cette espèce est élevée, comparée à celle estimée dans les autres réserves de la région. La période de chasse de l’orignal commence généralement au début de septembre et se termine à la fin d’octobre. En ce qui concerne la chasse à l’ours noir, la période de chasse a une durée d’environ quinze jours entre le mois de mai et juin.

### Autres activités
La pêche est aussi une activité qui encourage la visite de la réserve. La réserve offre la pêche à la journée, dont les personnes intéressées peuvent faire la réservation sur place, spécifiquement, au bureau admiratif situé à Mont-Saint-Pierre. La pêche avec hébergement est une autre option pour les groupes de personnes intéressées de passer plusieurs jours en contact de lacs soit les lacs Adam, Mont-Louis, Madeleine, Sainte-Anne et Branche-Nord. Pour les deux plans, les pêcheurs ont une limite de dix individus d’omble de fontaine et deux de Touladi. La période pour pratiquer cette activité s'étend entre la fin de mai et le début de septembre.
Dans l’ensemble de la réserve, il existe des tours d’observation où les visiteurs auront la chance de pouvoir observer des ours ou des orignaux. D’un autre côté, les visiteurs peuvent s'adoner à la randonnée pédestre. Ils peuvent emprunter un parcours de 4 km sur les monts McGerrigle et le lac à Pierre. Pour les personnes débutantes dans cette pratique, il est suggéré de prendre le sentier situé à 2 km du chalet du lac Branche - Nord sur la route 22 de la réserve. 